# جو استایانو
کُنتس ماریا جواکینا استایانو استراچه بریگانتی دی پانیکو (ایتالیایی: Maria Gioacchina Stajano Starace Briganti di Panico؛ ‏ ۱۱ دسامبر ۱۹۳۱ – ۲۶ ژوئیهٔ ۲۰۱۱) که بیشتر به نام جو استایانو شناخته می‌شود (ایتالیایی: Giò Stajano) فعال اجتماعی، نویسنده، روزنامه‌نگار، بازیگر و نقاش اهل ایتالیا بود. در دهه ۱۹۶۰، قبل از عمل جراحی تغییر و گذار جنسیت (۱۹۸۳)، یکی از نخستین مردان همجنس‌گرا در ایتالیا شناخته می‌شد. گفته می‌شود که شنای شبانه او در فواره بارکاچیا الهام‌بخش صحنه‌ای از فیلم زندگی شیرین به کارگردانی فدریکو فلینی با بازی آنیتا اکبرگ در فواره تروی بود. وی دانش‌آموختهٔ دانشکده هنرهای زیبای فلورانس و دانشگاه ساپینزای رم است.
از فیلم‌ها یا برنامه‌های تلویزیونی که وی در آن نقش داشته است می‌توان به زندگی شیرین اشاره کرد.